# جوشوا سميث (لاعب كريكت)
جوشوا سميث (30 مايو 1992 - ) (بالإنجليزية: Joshua Smith)‏ هو لاعب كريكت بريطاني.

## وصلات خارجية
- جوشوا سميث على موقع إي آس بي آن كريك إنفو (الإنجليزية)